# Crematogaster brunnea
Crematogaster brunnea är en myrart som beskrevs av Smith 1857. Crematogaster brunnea ingår i släktet Crematogaster och familjen myror.

## Underarter
Arten delas in i följande underarter:
- C. b. brunnea
- C. b. contemta
- C. b. latipetiolata
- C. b. nicevillei
- C. b. nilgirica
- C. b. rabula
- C. b. ruginota
- C. b. sundaica
- C. b. teranishii